# Daniel Weis
Daniel Weis Nielsen (født 17. juli 2005 i Roskilde) er en cykelrytter fra Danmark, der er på kontrakt hos Decathlon AG2R La Mondiale Development.

## Karriere
Weis begyndte at køre U13-landevejscykling hos Roskilde Cykle Ring i 2016. Før havde han kørt motocross. I 2018 begyndte han som vintertræning at dyrke cykelcross, og blev i 2019 dansk ungdomsmester i disciplinen. I 2020 vandt han den tyske Bundesliga i cykelcross som U17-rytter. I 2021 blev han dansk U17-mester i linjeløb. Som 16-årig vandt han i december 2021 den 6. afdeling af den danske cross cup for eliteryttere. 
Fra starten af 2022 skiftede han som 1. års juniorrytter til Team NPV-Carl Ras Roskilde Junior. Den 9. januar 2022 blev han dansk juniormester i cykelcross. Tre uger senere endte han på 10. pladsen ved VM i cykelcross. Den 6. november 2022 vandt han ved juniorenes løb sølvmedalje ved EM i cykelcross i Namur.
I 2023 kom han ind på 2. pladsen ved Flandern Rundt for juniorer.